# پودی (آستراخان)
پودی (به لاتین: Pody) یک منطقهٔ مسکونی در روسیه است که در استان آستراخان واقع شده‌است.